# 이찬구
이찬구(1941년 7월 30일~2015년 9월 11일)는 대한민국의 정치인이다. 제13대 국회의원을 지냈다.

## 역대 선거 결과
|  | 11.71% |

|  | 35.47% |

|  | 19.13% |